# Coupe Générale des eaux
La Coupe Générale des eaux est une compétition annuelle de football créée en 2009 qui oppose chaque année la meilleure attaque à la meilleure défense du dernier championnat de Guadeloupe.
Cette compétition a pour nom et pour sponsor la Générale des eaux Guadeloupe, partenaire principal de la Ligue guadeloupéenne de football.
Elle a pour but de lancer la saison de football en Guadeloupe, au même titre que le Trophée du conseil général en Martinique ou le Trophée des champions.
La première édition est remportée le 19 août 2009 par la meilleure attaque et le champion de Guadeloupe 2009, le CS Moulien 2 buts à 1 face à l'Étoile de Morne-à-l'Eau.

## Palmarès
- 2009 : CS Moulien 2 - 1 Étoile de Morne-à-l'eau
- 2010 : JS Vieux-Habitants (meilleure attaque) - CS Moulien (meilleure défense)